# (11135) Ryokami
(11135) Ryokami (1996 XF3) – planetoida z pasa głównego asteroid okrążająca Słońce w ciągu 4,98 lat w średniej odległości 2,92 j.a. Odkryta 3 grudnia 1996 roku.